# Gröntjärnen (Ljusdals socken, Hälsingland)

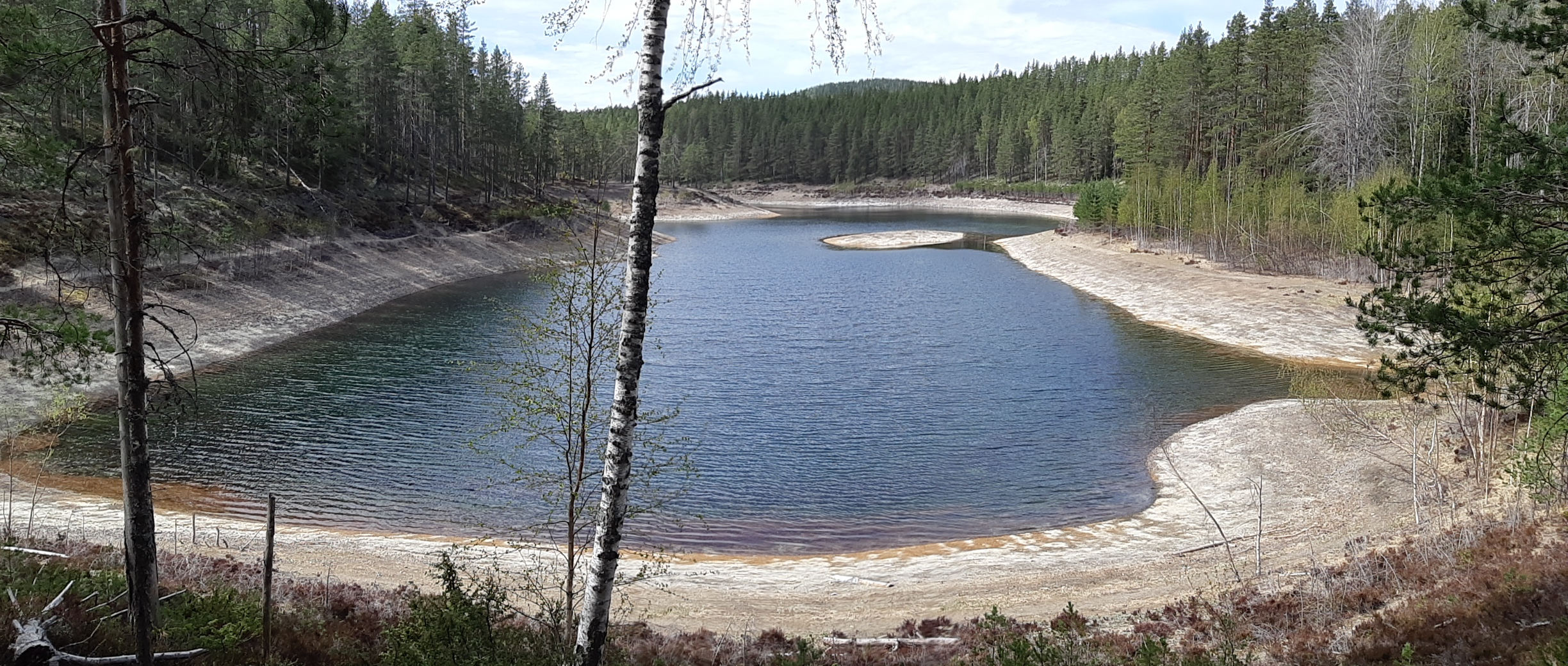
Gröntjärnen sedd från östra änden.

Gröntjärnen eller  Gröntjärn är en sjö i Ljusdals kommun i Hälsingland och ingår i Delångersåns huvudavrinningsområde. Gröntjärnen är en källsjö med starkt varierat vattenstånd. Sjön har mycket klart vatten på grund av att sjöns vatten består av grundvatten som filtrerats av markens morän. Vattenståndet i sjön varierar, helt naturligt, med 13 meter. Sjön bildades under istiden och är en dödisgrop. Gröntjärn och den intilliggande sjön Stråsjö Långtjärn ingår sedan 1978 i Gröntjärns naturreservat. 